# Kommunalnämnd

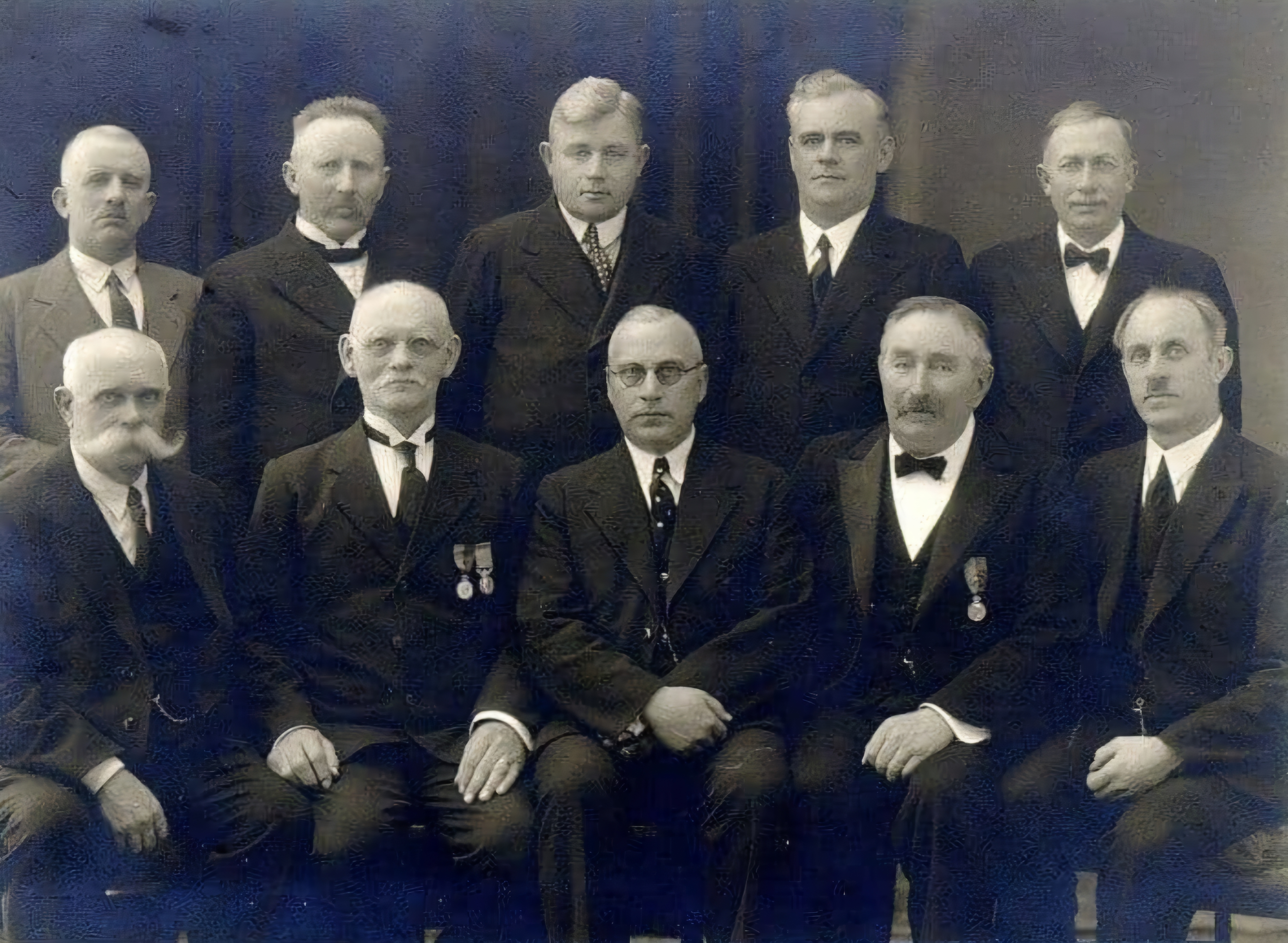
Ledamöterna i Falköpings västra, sista kommunalnämnd 1934

Kommunalnämnd var namnet på kommunstyrelsen i Sveriges landskommuner och köpingar från 1863 fram till kommunreformen 1971, då enhetlig kommuntyp infördes och därmed en enhetlig benämning för styrelsen i alla kommuner.